# Национален парк Жау
Националният парк Жау (на португалски: Parque Nacional do Jaú) със своята площ от 23,673,330 декара е вторият по площ национален парк в Бразилия след Националния парк Монтаняс-ду-Тумукумаки.
Намира се на река Рио Негро във федералния щат Амазонас– на около повече от 200 км северозападно от град Манаус на река Амазонка. Наречен е на река Rio Jaú, съседна на Амазонка и обявен за национален парк през 1980 г. а през 2000 г обявен за част от световното културно и природно наследство. През 2003 г. е разширен до над 52.000 km² в природозащитен комплекс (на португалски: Complexo de Conservação da Amazônia Central).
В националния парк е място на обитание ягуари, тапири, крокодили, ламантини и амазонски речен делфин.